# الشهوان

هناك خطأ بالتاريخ حيث أن الشيخ صايل الشهوان أستشهد بالثورة الماجدية على يد الإنجليز تقريبا ١٩٢٣ 
الشهوان عشيرة عربية  تقطن في الأردن، ترجع تسميتهم إلى جدهم شهوان بن سحيم بن يوسف الذي يعود بنفسه إلى قبيلة العجارمة إحدى قبائل البلقاء الأردنية. المصدر نقلاً عن الاجداد

## التاريخ
تنحدر عائلة الشهوان اليسفة من قبيلة العجارمة (بنو عجرمة) التي تعود إلى قبيلة جذام الكهلانية القحطانية في جنوب الجزيرة العربية, وكان أول ذكر للعجارمة في القرن الـ13 بعد الميلاد على يد المستكشف ابن بطوطة. يعود اسمهم إلى جدهم شهوان بن سحيم بن يوسف بن عواد بن يوسف العجرمي و يوسف هذا من احفاد جديع بن جضم العجرمي الذي تخلف في جنوب الاردن رافضا لزعامة عمه نوفل وكان يوسف قد توجه إلى مضارب ابناء عمه في البلقاء بسبب إتهامه بجريمة قتل في الطفيلة عام 1638م ومعه ولداه عواد ولهيان وقد عاد لهيان إلى الجزيرة العربية وانقطعت اخباره.

### القرن الثامن عشر
تميز شهوان عبر التاريخ الاردني بالفروسية والنخوة. فقد كان العدوان في فترة سطوتهم يتدخلون بشؤون العجارمة، مما اثر في نفس شهوان. فأبت عليه نفسه الأبية أن يستمر العجارمة بالخضوع للعدوان الذين إغتصبوا من العجارمة أيضًا اراضي سيل حسبان وسوميا. إتفق شهوان واخوه دروبي على مهاجمة طواحين حسبان التي كان يملكها العدوان، ونهب الحلال وما يقع في ايديهما من ممتلكات العدوان، وجعلوا منطلقهم وادي الزاره، وقد أثر هذا الغزو على سلطة الشيخ علي ذياب العدوان الذي رأى أنه لا بد من التصالح والاتفاق مع العجارمة، فسعى إلى لقاء شهوان و دروبي، وقد تمت المصالحة بين الطرفين على أن لا يتدخل العدوان بشئون العجارمة. لكن بقي الخلاف على اراضي سيل حسبان و سوميا.
دخل شهوان فيما بعد في شجار مع بعض أبناء عمومته لسبب غير معروف، واتفقوا فيما بعد على الاجتماع في ام البساتين لعقد الصلح، وقيل لشهوان أن يأتي مرتديًا ملابس بيضاء، وبمجرد دخولة أرض الصلح .هاجمه عدة بالسيوف و الخناجر فتوفي شهوان غدراً ذالك اليوم مما ترك اثراً في ذاكرة ابنه البكر سالم

### القرن التاسع عشر
في هذا القرن تمكن سالم بن شهوان من انتزاع مشيخة العجارمة من الشيخ فنش البركات العجارمة و كان سالم صاحب سطوة و قوة كبيرة في البلقاء فوحد العجارمة تحت مشيختة و كان سيف البلقاء و عقيدها. من غزواته الشهيرة غزوة فك الربيط الشمري من عند بني صخر. في احد الايام جاءات امرأة شرارية دخيلة على الشيخ سالم الشهوان تطلبة التدخل لفك ابنها الشمري الذي كان ربيط عند بني صخر , و يعتقد ان الربيط كان عند الشيخ حتمل الزبن او الشيخ طراد الزبن, هذه الامراه طلبت من عدة قبائل هذا الطلب ولكن لميكن احد من العشائر على استعداد ان يعادي بني صخر , لما كانت عليه بني صخر من فرسه وقوة وعدة وعتاد. ارسل الشيخ سالم لعقيد بني صخر بان يكفل الربيط , ولكن عقيد بني صخر اجاب بحقارة للشيخ سالم , مما دعا الشيخ سالم بوضع خطة لقتل هذا الشيخ وفك الربيط . كانت الخطة تقتظي بارسال كوكبة من الفرسان لقتل الشيخ الصخري وفك الربيط , وتم اختيار ثلاثة عشر فارس لهذه الغزوة , وحدثت هذه الغزوة في الصباح الباكر وقتلوا الشيخ وفكوا الربيط , واطلقت الامراة الشرارية لقب فكاكين الربيط على العجارمه.
ويقوم احد شعراء العجارمه بنظم القصيد عن هذه الواقعه الشاعر والفارس : باجس الرحيل.

يقول:

يالله يلي للمخاليق نصار  تعيننا على صحيح المجاليس
جتنا شرارية تشتكي الجار  ربيط عند روس القنانيس
حمر النواظر للعرب هدار  عابوا السوادي والنواميس
اخو وضحا شيخ جسار  صاير صغير الشوف والحواسيس
ارسلنا لهم لاجل صونة الدار  مير الحقر بعيون الوماليس
شار سالم علينا ونعم الشار  نرسل لهم خيل مع السناعيس
نغزي مع فجة الصبح بكار  وندق الوتد فوق راس العراميس
باجس وهاجس وهاجي كبار  القدر والفرسه والنواميس
فالح وفلاح وعبدالقادر زهار  خيل فوق قب القرانيس 
وحسين وعلي ونايف الجبار  وعايد وصايل وحي ولد قيس
سرنا عليهم بليل وقمر سهار  لين فج الصبح والنواكيس
خزينا زين الشلايه والبهار  ودقنا راس القرم الهواسيس
اخو وضحا صاح وين حماية الدار  ربيطنا باح فوق الدواسيس
عجرمه وسم العهد بصدور الصغار عز الدخيل قرم الهواجيس
وخاض الشيخ سالم بن شهوان عدة معارك مع قبيلة بني صخر في ارض تدعى الماحلة و حال دون ان يستولوا عليها فلقب بعدها بخيال الماحلة.

صعود الشيخ صايل سالم الشهوان لرئاسة العائلة ومشيخة العجارمة و تولي منصب عقيد البلقا.
وفي عام 1919م وجه الشيخ صايل سالم الشهوان ومعه زعماء و شيوخ من البلقاء اخرون مذكرة إلى المندوب السامي البريطاني في القدس احتجاجاً على ما يتردد عن قيام دول الحلفاء (بريطانيا و فرنسا) في مؤتمر الصلح المنعقد في باريس على الاتفاق على تجزئة البلدان العربية وحرمانها من حقها من الاستقلال, وأوردت الجريدة نص المذكرة "نحن ممثلي لواء البلقاء من الحضر و البادية نحتج بكل قوانا على القرار والمؤامرة" بين المستر لويد جورج (رئيس وزراء بريطانيا) والمسيو كليمنصو (رئيس وزراء فرنسا).
وقام الشيخ صايل الشهوان بقيادة الحركة العسكرية في البلقا عام 1921م, وتوفي شهيداً برصاص القوات البريطانية عام 1922م وهو يقود ثوار البلقا ويهاجم الدبابات المصفحاة البريطانية.
تولي الشيخ فضيل مصطفى الشهوان رئاسة العائلة و مشيخة العجارمة و قضاءها عام 1923م, ايضاً قيادة ابناء قبيلة العجارمة للتصدي لغزواة الاخويان وقيادتهم للجهاد في فلسطين عام 1948م واحتلال مستعمرة ياهودية تقع غرب مدينة الرملة.

اصبح الشيخ قبلان صايل الشهوان رئيس العائلة و شيخ العجارمة عام 1937م وعضواً في مجلس النواب السادس عام 1961م.
تولي الشيخ درويش صايل الشهوان المشيخة ورئاسة العائلة عام 1970م وعضواً في المجلس الوطني الاستشاري عام 1979م.
تولي الشيخ عطا فضيل الشهوان مقعداً في المجلس النيابي 1989م.

اصبح الشيخ محمد درويش الشهوان رئيس العائلة و شيخ العجارمة 2006وعضواً في مجلس الاعيان عام 2011م وعضواً ومساعداً لرئيس مجلس الاعيان 2013م.

يختار الشهوان قائدًا لعائلتهم يُسَمّى الشيخ، وفي الأغلب يَتَّبِعُون التَّقْلِيد البدوي بانتقال القيادة إلى الابن الأكبر للقائد الحالي، ولكن كانت هناك بعض الحالات الاسثنائية خلال تاريخ العائلة الطويل.
|                          | الاسم         | الألقاب                                               | من           | إلى          | \| القرابة مع القائد السابق \| \| ------------------------ \| |
| ------------------------ | ------------- | ----------------------------------------------------- | ------------ | ------------ | ------------------------------------------------------------- |
| 1                        | شهوان اليسفة  | • فارس                                                | ؟؟           | ؟؟           | ابن سحيم اليسفة                                               |
| 2                        | سالم الشهوان  | • فارس • شيخ • شيخ مشايخ • خيال الماحلة • عقيد        | 1825-1820م؟؟ | 1860-1855م؟؟ | ابن شهوان اليسفة                                              |
| 3                        | صايل الشهوان  | • فارس • شيخ • شيخ مشايخ • عقيد                       | 1860-1855م؟؟ | 1823م        | ابن سالم الشهوان                                              |
| 4                        | فضيل الشهوان  | • شيخ • شيخ مشايخ • قاضي القلطة                       | 1923م        | 1937م        | ابن عم صايل الشهوان                                           |
| 5                        | قبلان الشهوان | • شيخ • شيخ مشايخ • عضو مجلس نواب • قاضي              | 1937م        | 1970م        | ابن صايل الشهوان                                              |
| 6                        | درويش الشهوان | • شيخ • شيخ مشايخ • عضو المجلس الوطني الاسشاري • قاضي | 1970م        | 2006م        | اخو قبلان الشهوان                                             |
| 7                        | محمد الشهوان  | • شيخ • شيخ مشايخ • عضو مجلس الاعيان                  | 2006م        | 2017م        | ابن درويش الشهوان                                             |
| القرابة مع القائد السابق |               |                                                       |              |              |                                                               |

1. 
2. 
3. 
4. 
5. 
6. 
7. 